# Palais de Justice d'Ambatondrafandrana
Le palais de Justice d'Ambatondrafandrana est un bâtiment public proche situé près du palais royal de Manjakamiadana dans le quartier Andohalo d'Antananarivo à Madagascar.

## Description
Le palais de justice, qui porte le nom d'Ambatondrafandrana (la pierre des Rafandrana) les souverains de Tana au XVIIe siècle, a été conçu par John Parret en 1881 à l'emplacement d'une pierre sur laquelle les anciens rois rendaient la justice.
Le palais a servi de lieu de justice sous le règne de la reine Ranavalona II dès 1872.
Le bâtiment en granite gris est dans le style des temples grecs, avec sa façade à chapiteaux, supportée par 16 colonnes de style dorique qui représentent les 16 royaumes d'Imerinas au XVIIIe siècle unifiés par Andrianampoinimerina en 1794.
Le fronton principal porte les marques gravées de la Justice du royaume d'Imerina.
On observe les initiales R M royaume de Madagascar, une couronne surmontée du mot Fitsarana qui signifie Justice.
Deux lances se croisent, comme symbole du châtiment qui, à l'époque, pouvait être la mort.

## Vues de l'édifice

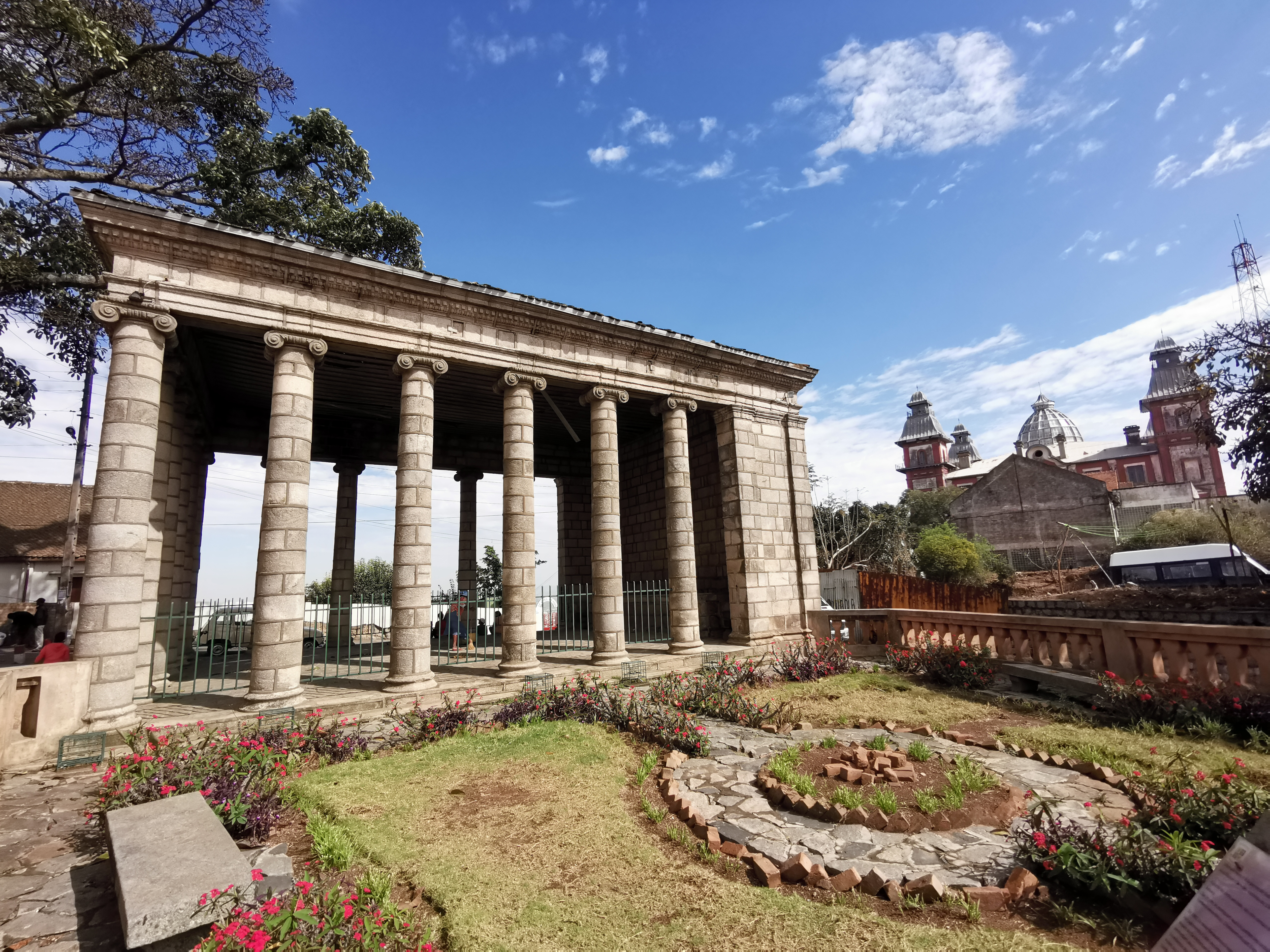
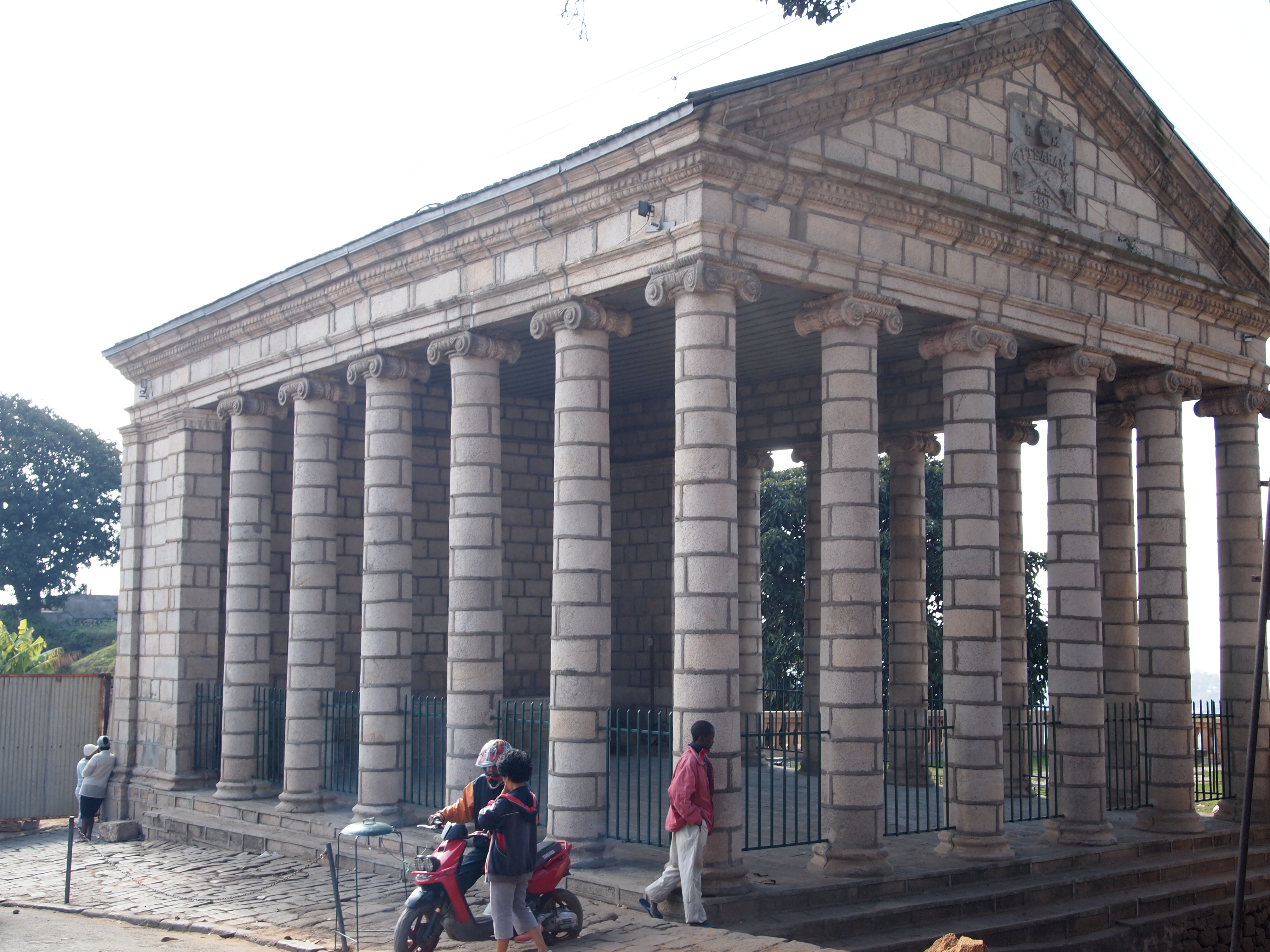
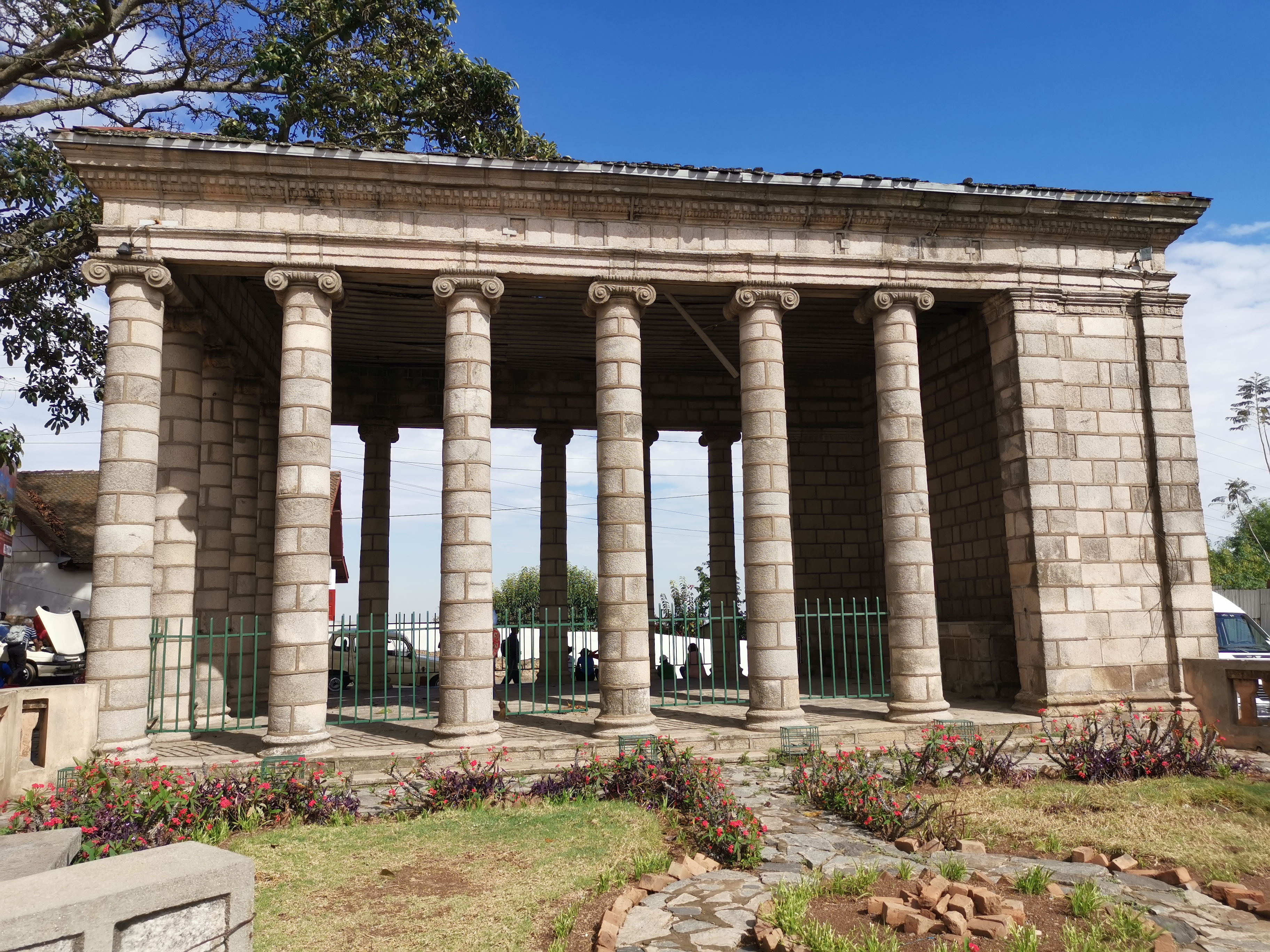
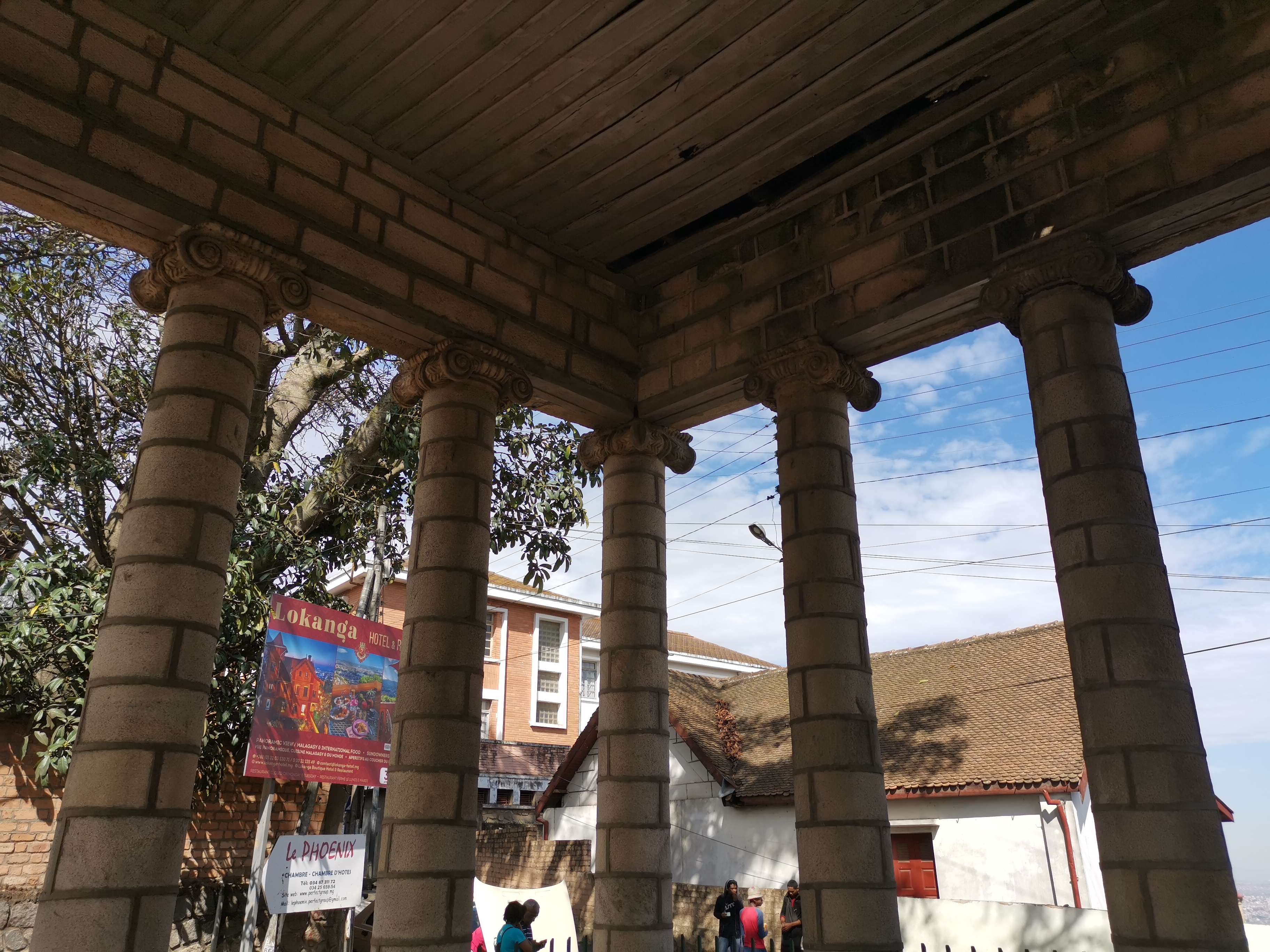